# Emerado
Emerado – miasto w Stanach Zjednoczonych, w stanie Dakota Północna, w hrabstwie Grand Forks.